# Dodona fruhstorferi
Dodona fruhstorferi is een vlindersoort uit de familie van de prachtvlinders (Riodinidae), onderfamilie Nemeobiinae.
Dodona fruhstorferi werd in 1897 beschreven door Röber.